# مجموعة وولوورثس (أستراليا)

الشعار مستخدم حتى عام 2017

وولوورثس جروب لميتد هي شركة أسترالية متعددة الجنسيات للبيع بالتجزئة والتمويل ، معروفة في المقام الأول بتشغيل سلسلة متاجر وولوورثس للسوبر ماركت عبر أستراليا و وولوورثس (المعروفة سابقًا باسم كاونتداون ) في نيوزيلندا، بالإضافة إلى المتاجر الكبرى بيج دبليو و ماسترز . يقع مقرها الرئيسي في بيلا فيستا ، سيدني ، وهي أكبر شركة في أستراليا من حيث الإيرادات وعدد الموظفين، وثاني أكبر شركة في نيوزيلندا. 
تأسست الشركة في سيدني عام 1924 تحت اسم شركة وولوورثس لميتد للبيع بالتجزئة ، ودخلت السوق النيوزيلندية في عام 1929 وتداولت في كل ولاية وإقليم أسترالي منذ عام 1960. شهدت وولوورثس لمتيد نموًا مطردًا طوال القرن العشرين وبدأت في تنويع أعمالها، وأغلقت آخر متاجرها المتنوعة في الثمانينيات للتركيز على محفظتها من العلامات التجارية الأخرى للبيع بالتجزئة. منذ عام 2012، خضعت شركة وولوورثس لعملية اندماج كبيرة، حيث تم تجريد مركز التسوق الخاص بها، وتجارة التجزئة للإلكترونيات، وتحسين المنازل، وتجارة الوقود بالتجزئة، وتجارة بيع المشروبات الكحولية بالتجزئة، وأعمال الضيافة للتركيز على تجارة التجزئة في السوبر ماركت .

## روابط خارجية
- مجموعة وولورثس